# Lethe sintica
Lethe sintica är en fjärilsart som beskrevs av Hans Fruhstorfer 1911. Lethe sintica ingår i släktet Lethe och familjen praktfjärilar. Inga underarter finns listade i Catalogue of Life.